# Jackie Collins Existential Question Time
"Jackie Collins Existential Question Time" é uma canção da banda britânica de rock Manic Street Preachers, lançada como single em agosto de 2009 e parte do álbum Journal for Plague Lovers, lançado em maio do mesmo ano.
A faixa foi lançada como single promocional em formato digital em agosto do mesmo ano. Sua edição física foi limitada a poucas edições, com vendas proibidas ainda no mês de lançamento.

## Ficha técnica
- James Dean Bradfield - vocais, guitarra
- Richey Edwards - composição
- Nicky Wire - baixo
- Sean Moore - bateria